# متلازمة وحمة خلل التنسج

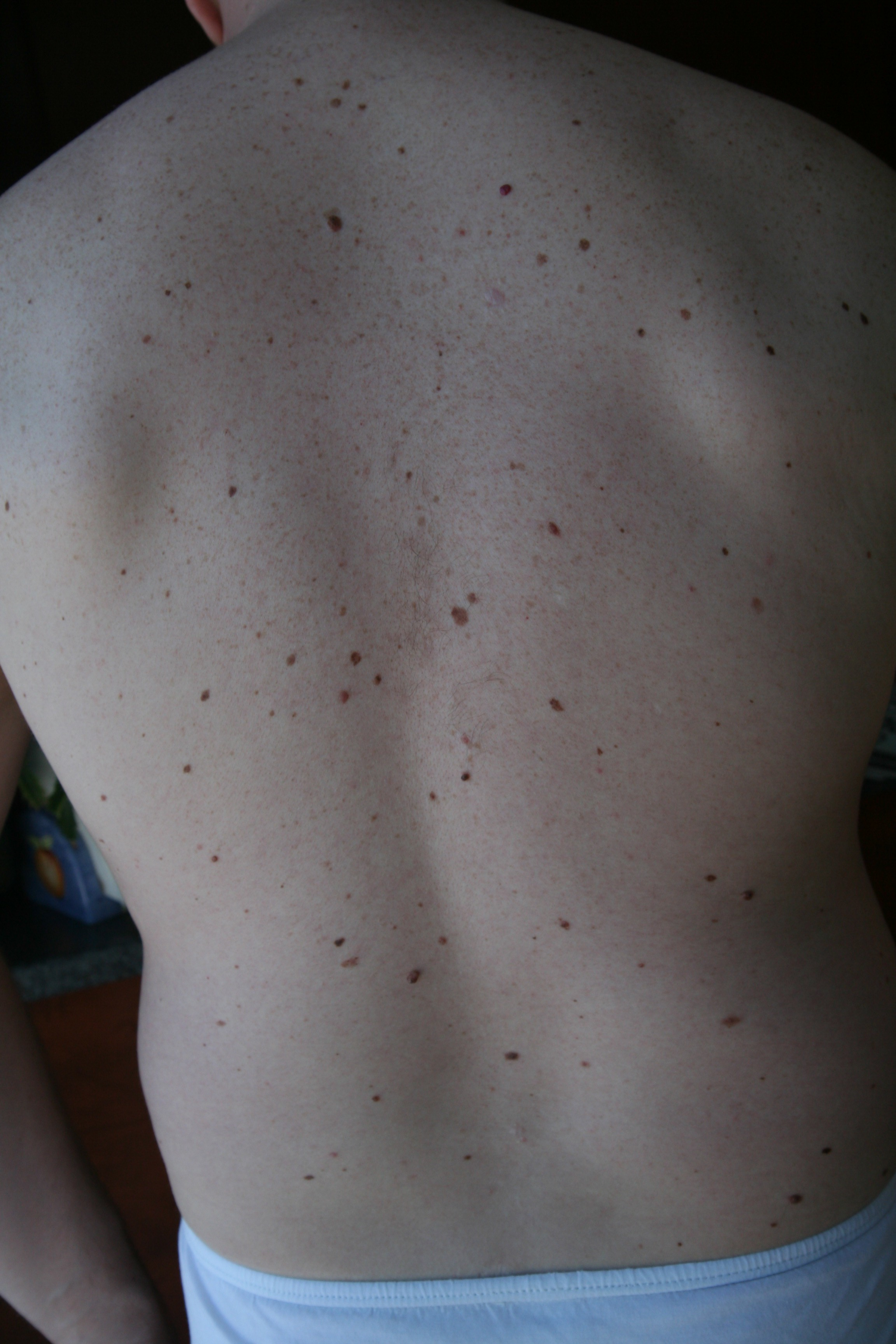

متلازمة وحمة خلل التنسج، وتعرف أيضاً باسم متلازمة الورم الميلانيني المتعدد غير النمطية العائلية هي مرض جلدي وراثي يظهر في عائلات معينة. يتميز بوحمات غير طبيعية وأورام ميلانينية متعددة وراثية. وصفت هذه المتلازمة لأول مرة في عام 1820، وتُورَّث من خلال نمط جسمي سائد، وتسببها طفرات في الجين CDKN2A. الأفراد المصابون بهذه المتلازمة مؤهبون بشكل أكبر للإصابة بسرطان البنكرياس بالإضافة للأورام الميلانينية.
يعتمد تشخيص متلازمة وحمة خلل التنسج على الفحص السريري والسوابق المرضية العائلية. يتركز العلاج على استئصال الآفات الجلدية الخبيثة (الورم الميلانيني)، مع التركيز على احتمال الإصابة بسرطان البنكرياس.

## العلامات والأعراض
تتميز متلازمة وحمة خلل التنسج بوحمات غير طبيعية وأورام ميلانينية متعددة وراثية.

## علم الأمراض
لا تختلف الخصائص النسيجية المرضية للأورام الميلانينية في متلازمة وحمة خلل التنسج عن تلك التي تظهر في حالات الأورام الميلانينية الأخرى، وبالتالي فهي ليست مفيدة في تشخيص المتلازمة. الورم الميلانيني المنتشر السطحي والورم الميلانيني العقدي هما أكثر الأنواع الفرعية للورم الميلانيني النسيجي انتشاراً عند المرضى الذين يعانون من طفرات في الجين  CDKN2A بشكل يتوافق مع العمر المبكر لظهور الأعراض.

## التشخيص
وُصفت متلازمة وحمة خلل التنسج من قبل العديد من المؤلفين والمؤسسات، وقد اعتمدت تعريفات مختلفة لها. يعد نظام نيوتن أكثر طريقة معتمدة لتصنيف وحمات خلل التنسج، ويوضع التشخيص عند المرضى الذين يحققون 3 أو أكثر من النقاط التالية:
1. اثنين أو أكثر من الوحمات غير التقليدية.
2. أكثر من 100 وحمة تقليدية في المرضى الذين تتراوح أعمارهم بين 20-50 سنة.
3. أكثر من 50 وحمة تقليدية في المرضى الذين تقل أعمارهم عن 20 سنة، أو تزيد أعمارهم عن 50 سنة.
4. وحمة أو أكثر في الأرداف أو أمشاط القدم.
5. وحمة أو أكثر على فروة الرأس الأمامية.
6. واحدة أو أكثر من الآفات المصطبغة في القزحية.

يستخدم نظام التصنيف الكلاسيكي (1990) المعايير التالية:
1. أكثر من 100 وحمة صباغية.
2. وحمة أو أكثر يبلغ قطرها أكثر من 8 ملم.
3. وحمة أو أكثر من الوحمات غير النمطية سريرياً.

ينص تعريف المعاهد الوطنية للصحة  (1992) والذي لا يزال يعتبر مثيراً للجدل:
1. قصة عائلية لأورام ميلانينية.
2. عدد كبير من الوحمات الصباغية (أكثر من 50).
3. شامات صباغية تُظهر سمات نسيجية معينة.

## العلاج
يجب أن يبدأ تحري وجود الأورام الميلانينية عند أقرباء متلازمة وحمة خلل التنسج في سن العاشرة من خلال إجراء فحص سريري لكامل جلد الجسم بما في ذلك فروة الرأس والعينين والغشاء المخاطي للفم ومنطقة الأعضاء التناسلية والأظافر، إذ قد يصاب أفراد الأسرة بسرطان الجلد في سن المراهقة المبكرة، يُنصح بإجراء فحوصات جلدية شهرية وإحالة مبكرة إلى طبيب أمراض جلدية للمراقبة عند ظهور أي أعراض مشبوهة.
لم تُظهر طرق العلاج مثل إزالة أكبر وحمة خلل تنسج أو كل وحمات خلل التنسج أنها تقلل بشكل ملحوظ من خطر الإصابة بالورم الميلاني، كما إنها ليست فعالة من حيث التكلفة، ولذلك لا ينصح بطرق العلاج هذه، ولا يُنصح أيضاً بأخذ خزعة من وحمات خلل التنسج المتعددة المصطبغة ويجب أن تقتصر الخزعة على وحمات محددة إذا كان مظهرها يوحي بسرطان الجلد.
تعتمد مايو كلينك مرضى متلازمة وحمة خلل التنسج الذين لديهم طفرة جينية مؤكدة وقصة عائلية لسرطان البنكرياس على بروتوكول خاص للكشف عن سرطان البنكرياس باستخدام التصوير عالي الدقة بالطبقي المحوري أو التصوير بالرنين المغناطيسي أو الموجات فوق الصوتية بدءاً من عمر الخمسين.